# حساسية للضوء

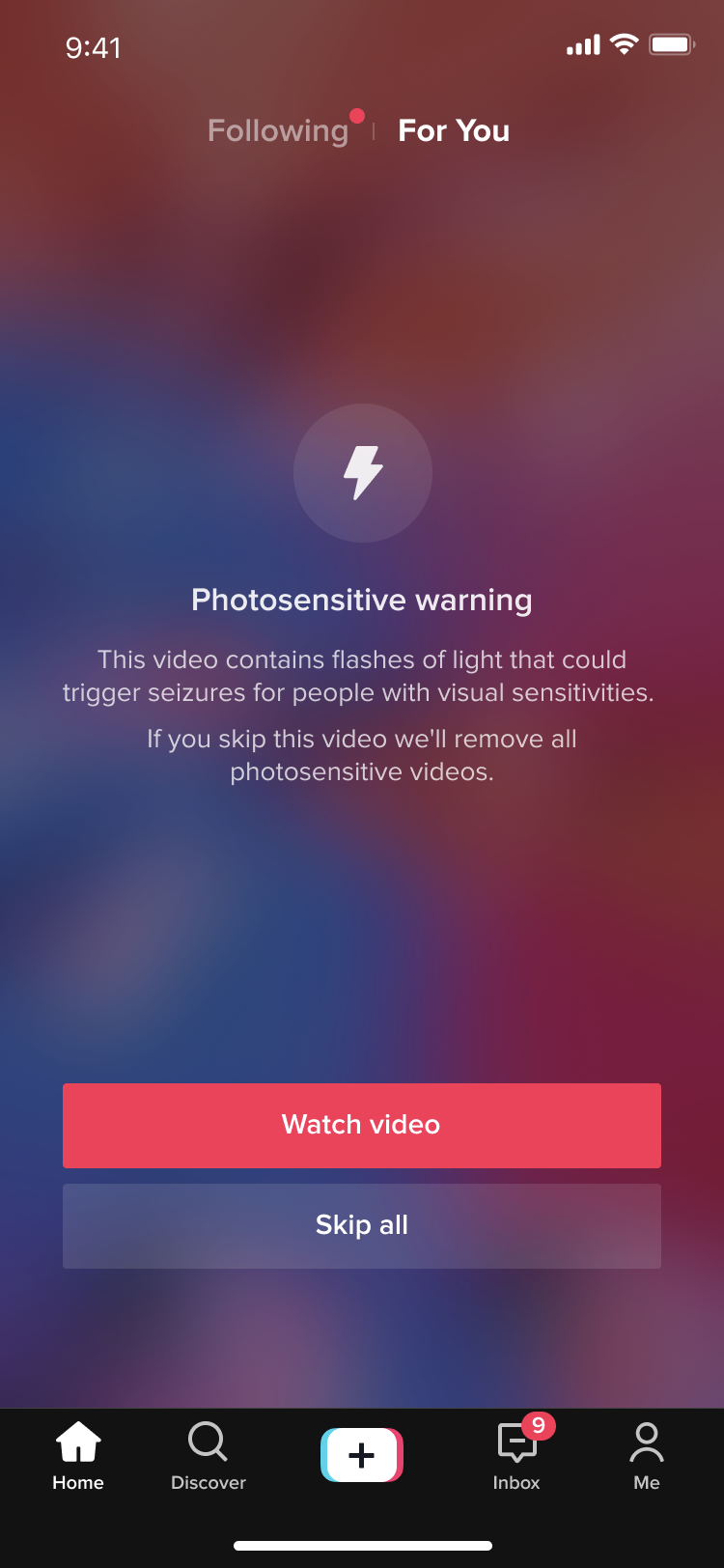
تنبيه من تطبيق يستخدم محتوى مرئي قد يسبب التحسس الضوئي لبعض المستخدمين

تشير حساسية الضوء أو الحساسية للضوء إلى تفاعل ملحوظ أو متزايد من بعض الكائنات الحية والإنسان لبعض أنواع الضوء بصرف النظر عن صحة الرؤية، لدى البشر العديد من الاستجابات الفسيولوجية والنفسية للضوء لكن في حالات نادرة، قد تؤدي الاستجابة غير النمطية إلى إزعاج خطير أو صداع أو صرع. الحساسية للضوء يمكن أن تسبب عند بعض الاشخاص نوبات صرع، أو حصول شذوذ ارتيابي على جهاز موجات الدماغ الالكتروني أثناء الملامسة الضوئية، تشمل خصائص الضوء الطبيعي أو الاصطناعي التي قد تؤثر بشكل غير طبيعي على الأشخاص ما يلي:
- توقيت الضوء (إذا تسبب في اضطراب إيقاعات الساعة البيولوجية الطبيعية واضطرابات النوم)
- شدة الضوء (رهاب الضوء، حروق الشمس، سرطان الجلد)
- الطول الموجي للضوء (الموجات الفوق البنفسجية)
- معدل نبض الضوء (قد تؤدي الومضات السريعة في شدة الضوء إلى أو تفاقم الصرع الحساس للضوء أو نوبات الصرع أو الصداع النصفي. كما في أجهزة التلفاز ولوحات الإعلانات)

## وميض مصابيح الفلورسنت والليد
اللجنة العلمية المعنية الناشئة والمخاطر التي تم تحديدها حديثا الصحة (SCENIHR) في عام 2008 استعرض  الاتصالات بين الضوء من مصابيح الفلورسنت، وخاصة من مصابيح الفلورسنت المدمجة، والعديد من الأمراض البشرية، وكانت النتائج بما في ذلك:
- يمكن أن تتفاقم حالة الأذن الداخلية مرض منير بسبب الوميض. ينصح الذين يعانون من الدوار بعدم استخدام مصابيح الفلورسنت.
- الاندفاع الضوئي متعدد الأشكال هو حالة تؤثر على الجلد يُعتقد أنه ناتج عن رد فعل سلبي للأشعة فوق البنفسجية. انتشاره في جميع أنحاء أوروبا هو 10-20 ٪ من السكان. قد تثير مصادر الضوء الاصطناعي هذه الحالة، وقد ثبت أن ضوء الفلورسنت المضغوط ينتج عنه ثوران بركاني.
- التهاب الجلد الشعاعي المزمن هو حالة يصاب فيها جلد الشخص بالتهاب بسبب رد فعل لأشعة الشمس أو الضوء الاصطناعي. انتشاره في اسكتلندا هو 16.5 لكل 100,000 نسمة. هناك أدلة على أن ضوء الفلوريسنت المضغوط يؤدي إلى تفاقم الحالة.
- مع مرض الذئبة من أمراض المناعة الذاتية، قد يكون التعرض المزمن لمصابيح الفلورسنت المدمجة مشكلة.
- هناك أدلة على أن الحكة الشعاعية تتفاقم بسبب ضوء الفلورسنت المضغوط. يصيب هذا المرض 3.3٪ من عامة السكان.
- 3.1٪ من السكان تعاني من الشرى الشمسية، وهو اضطراب الجلد المصاب بواسطة الأشعة فوق البنفسجية. يتأثر بعض المرضى بشكل مباشر بضوء الفلورسنت المضغوط.
- قد يتفاقم التهاب الجلد الضوئي النباتي بسبب المستويات الإضافية من الضوء فوق البنفسجي المنبعث من ضوء الفلورسنت المضغوط.
- المرضى الذين يخضعون للعلاج الضوئي معرضون لخطر إضافي من ردود الفعل السلبية الحساسة للضوء الناتجة عن ضوء الفلوريسنت المضغوط.
- أحد أسباب إعتام عدسة العين هو التعرض للأشعة فوق البنفسجية. بشرط أن يكون مستوى انبعاث الأشعة فوق البنفسجية من المصابيح ضمن الحدود الآمنة، وأن يكون المصباح على بعد مسافة كافية من الفرد، فلا ينبغي أن يكون هناك خطر متزايد للإصابة بإعتام عدسة العين.
- رهاب الضوء هو أحد أعراض الحساسية المفرطة للضوء والتي تؤثر على 5 إلى 20٪ من السكان. أظهرت الدراسات أن الإضاءة الفلورية (التي تومض 100 مرة في الثانية) من المرجح أن تسبب الصداع في العاملين في المكاتب بمقدار الضعف مثل الأضواء غير الخافتة.
- لم يتم إجراء دراسات مماثلة حول تأثير مصابيح LED (الصمام الثنائي الباعث للضوء) على الأشخاص الذين يعانون من رهاب الضوء، ولكن نظرًا لأن وميض LED «أكثر وضوحًا»، فمن المحتمل أن تكون مصابيح LED «أكثر احتمالية للتسبب في الصداع».
- هناك دليل على أن الوميض يمكن أن يسبب نوبات في المرضى الذين يعانون من صرع حساس للضوء، ولكن لا يوجد حتى الآن أي دليل يعزو النوبات إلى مصابيح الفلورسنت المدمجة.
- يشير الإبلاغ الذاتي إلى أن مصابيح الفلورسنت تؤدي إلى تفاقم عسر القراءة. ملصق تنبيه من محتوى يسبب التحسس الضوئي (باللون الاصفر) علي أحد العاب بمدينة ملاهي

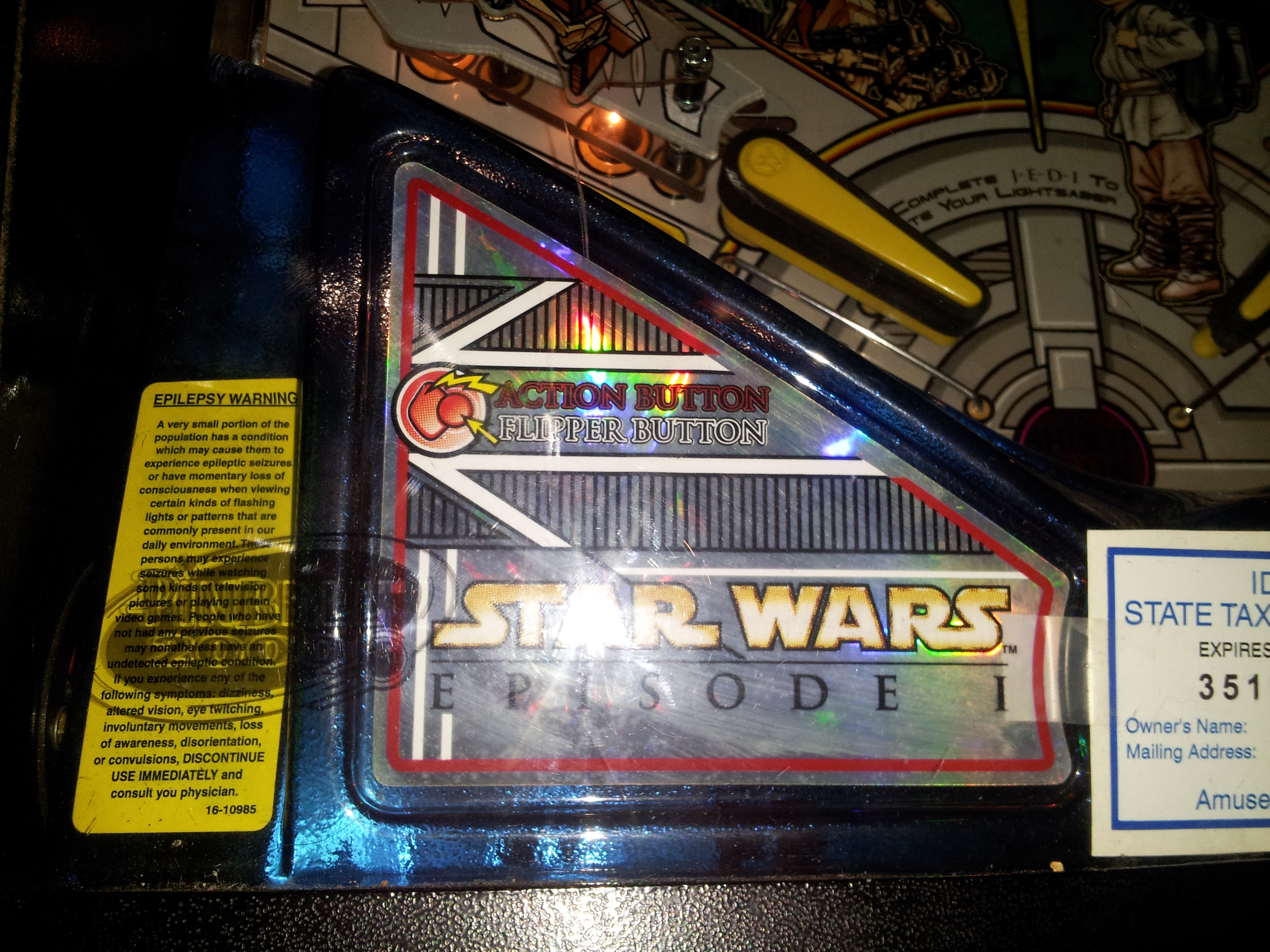
ملصق تنبيه من محتوى يسبب التحسس الضوئي (باللون الاصفر) علي أحد العاب بمدينة ملاهي

## ضوء الشمس
يمكن أن يتسبب ضوء الشمس، وخاصة مكونه من الأشعة فوق البنفسجية، في حدوث أنواع متزايدة أو إضافية من الضرر لدى الأفراد المعرضين للإصابة، مثل أولئك الذين يتناولون بعض الأدوية، أو أولئك الذين يعانون من حالات معينة مرتبطة بالحساسية للضوء، بما في ذلك:
- الصدفية
- الأكزيما التأتبية
- عدم تحمل الهستامين
- التهاب الجلد الدهني
- المناعة الذاتية الأمراض الفقاعية (الأمراض immunobullous)
- الفطريات الفطرية
- متلازمة سميث ليملي أوبيتز
- البورفيريا الجلدية المتأخرة

أيضًا، تتفاقم العديد من الظروف بسبب الضوء القوي، منها:
- الذئبة الحمامية الجهازية
- متلازمة سجوجرن
- متلازمة سينير أوشر
- الوردية
- التهاب الجلد والعضلات
- مرض داريير
- متلازمة كيندلر ويري

## مقالات ذات صلة
- المستقبلات الضوئية
- مصباح فلوري مدمج
- بيرنار كورتوا، الذي اكتشف اليود الذي يتفاعل مع الفضة والذي يُنتج يود الفضة الحساس للضوء.
- زجاج حساس للضوء
- البوليمر الضوئي
- عدسة متلونة بالضوء